# Museo della cultura arbëreshe
Il Museo della Cultura Arbëreshe è un museo etnografico di San Paolo Albanese, in provincia di Potenza.

## Storia
Il Museo della Cultura Arbëreshe di San Paolo Albanese è nato nel 1976 come allestimento di una mostra su temi agro-pastorali, per poi evolversi negli anni a seguire come spazio volto al recupero e alla valorizzazione degli oggetti della cultura materiale, conservati nei loro ambienti originari, le case contadine del centro storico.
Nel 1984 il Museo ha acquisito lo status di istituzione culturale formalmente riconosciuta, dedita alla promozione di attività ed eventi coerenti con la propria missione.

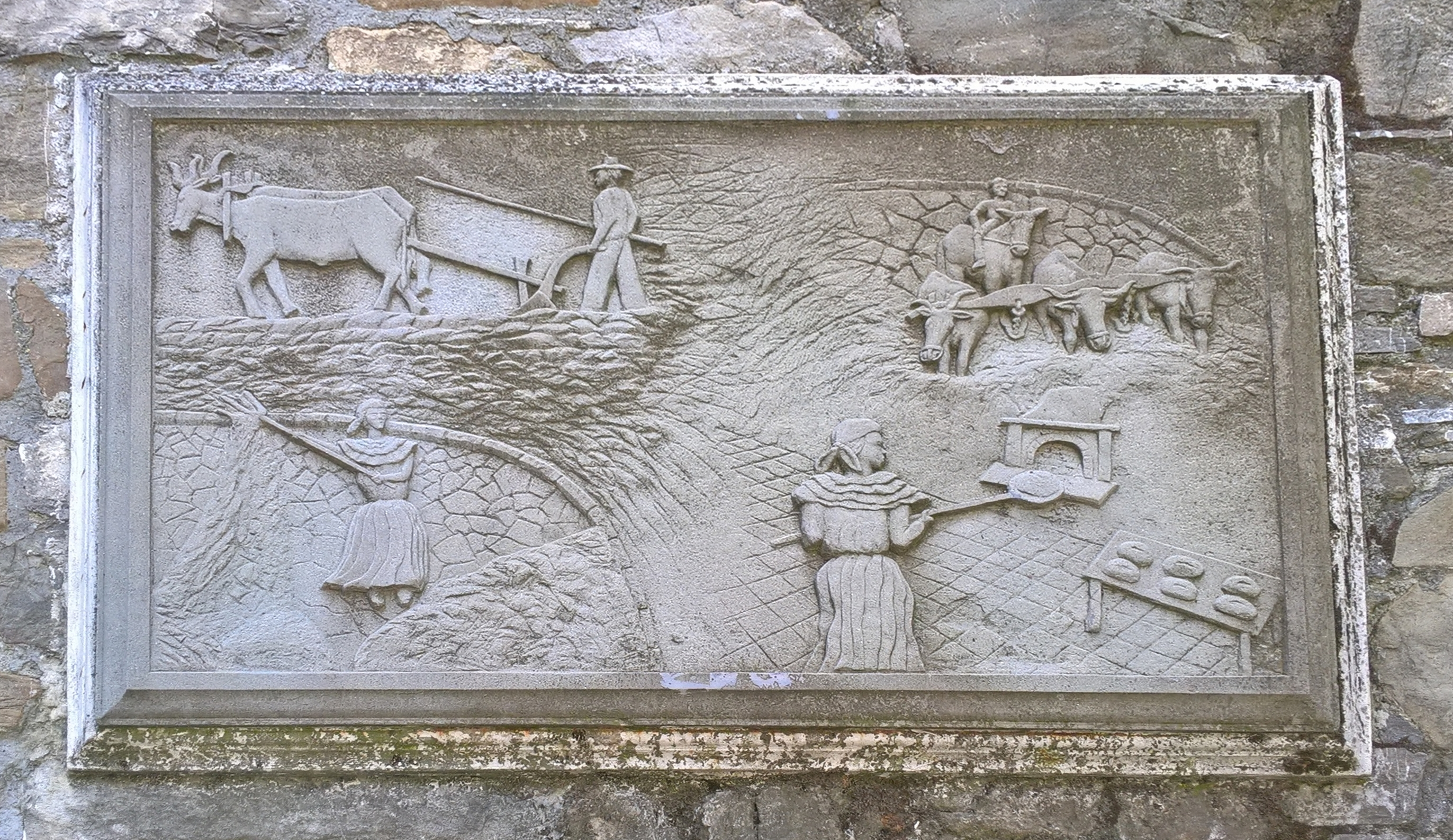
Museo della Cultura Arbëreshë (San Paolo Albanese)

Negli anni successivi alla sua istituzione il professore Giovanni Battista Bronzini ha condotto una campagna di rilevamento che ha permesso di approfondire la conoscenza del particolare contesto di San Paolo Albanese e dei rapporti intrattenuti dalla piccola comunità arbëreshe con la propria cultura d’origine e con le realtà etnicamente diverse dei Comuni limitrofi.

## Descrizione
La struttura del museo, inaugurata nel 1993, è stata ricavata dal riuso di vecchie case del centro storico, acquistate dal Comune e ristrutturate con alcuni interventi conservativi per ospitare la mostra permanente di oggetti della cultura materiale. Il museo documenta la cultura orale, popolare e agropastorale, e raccoglie numerose testimonianze delle radici e dell'identità della minoranza etnico-linguistica arbëreshe.
Il museo contiene anche una Biblioteca specialistica per albanofoni, creata nel 1979 e altre due mostre tematiche permanenti: una dedicata agli oggetti dalla memoria, l'altra alle zampogne. Tra gli attrezzi della vita domestica e lavorativa della comunità arbëreshe, un particolare rilievo assume il ciclo di lavorazione della ginestra nelle sue varie fasi: la raccolta, la trasformazione e la produzione di tessuti.

## Allestimento

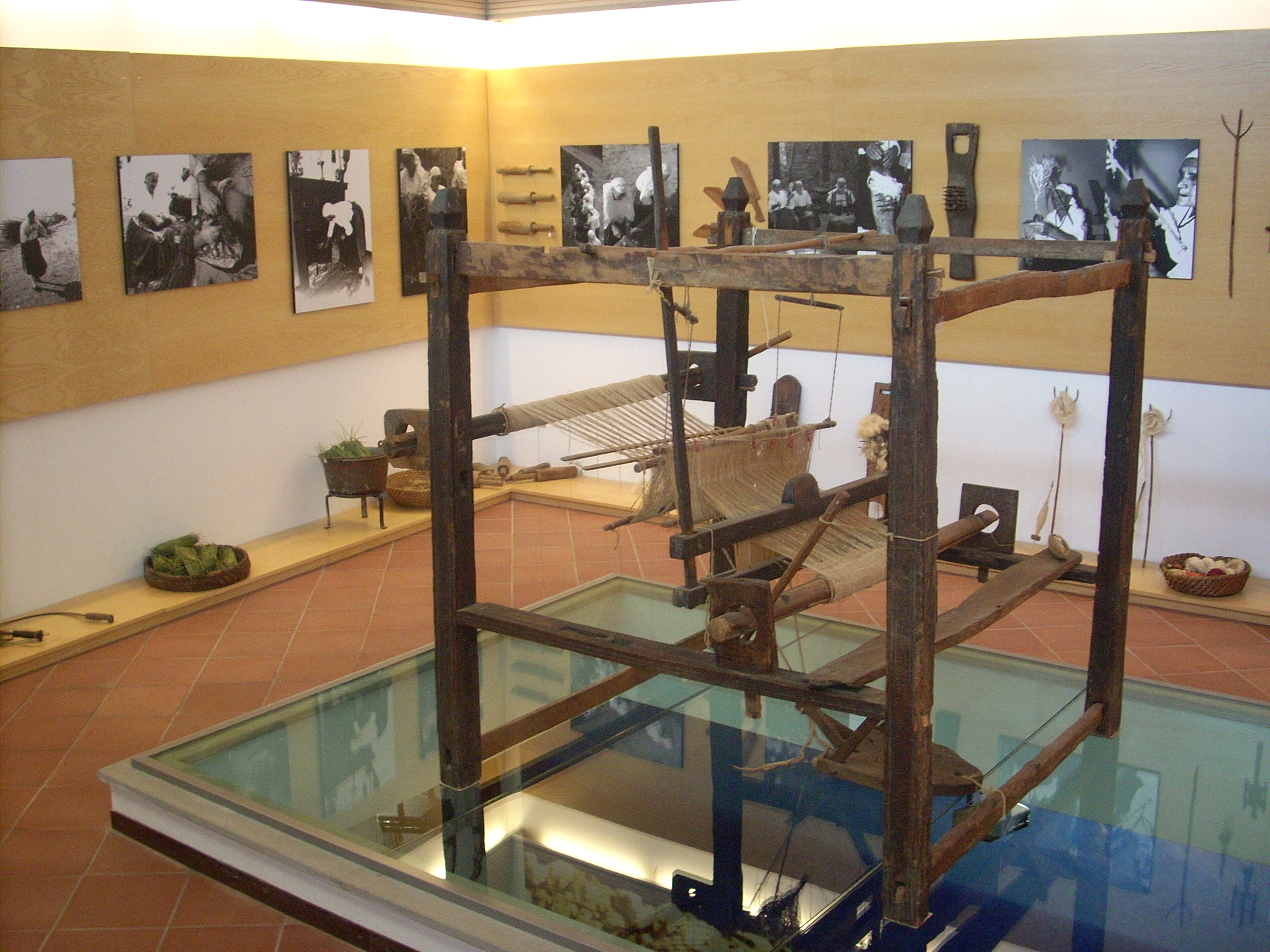
Telaio per la produzione di tessuto di ginestra, conservato presso il Museo della Cultura Arbëreshe di San Paolo Albanese 01

Il nuovo allestimento del 2011 è stato realizzato in sale tematiche.
L’organizzazione espositiva attuale, a cura del professor Ferdinando Mirizzi, prevede uno spazio dedicato al “mito delle origini” e alle “verità della storia” che ci proietta in una cultura, quella arbëreshe, più visibile e comprensibile via via che si proceda nel percorso museale, attraverso informazioni e suggestioni sull’arrivo degli albanesi in Val Sarmento, sul rapporto che essi hanno saputo costruire con il contesto ambientale (la valle, il fiume, la montagna) e con le popolazioni di origine italiana lì insediate, e sui principali elementi di distinzione (la lingua, gli abiti e i costumi e il rito bizantino).
L’Unità A è spazio di ascolti e di visioni, in cui si alternano voci e suoni, fotografie e immagini in movimento cui è affidato il compito di descrivere e narrare, presentare e rappresentare, trasmettere conoscenze e comunicare emozioni. Per loro tramite il mondo della tradizione arbëreshe e il relativo patrimonio culturale entrano in contatto con gli sguardi delle realtà a essi esterne.
L’Unità B è evidenziata dalla presenza centrale e marcatamente simbolica di un telaio tradizionale per la lavorazione della ginestra, pratica peculiare di produzione autosufficiente e consapevole espressione di un patrimonio culturale gelosamente trasmesso di generazione in generazione.

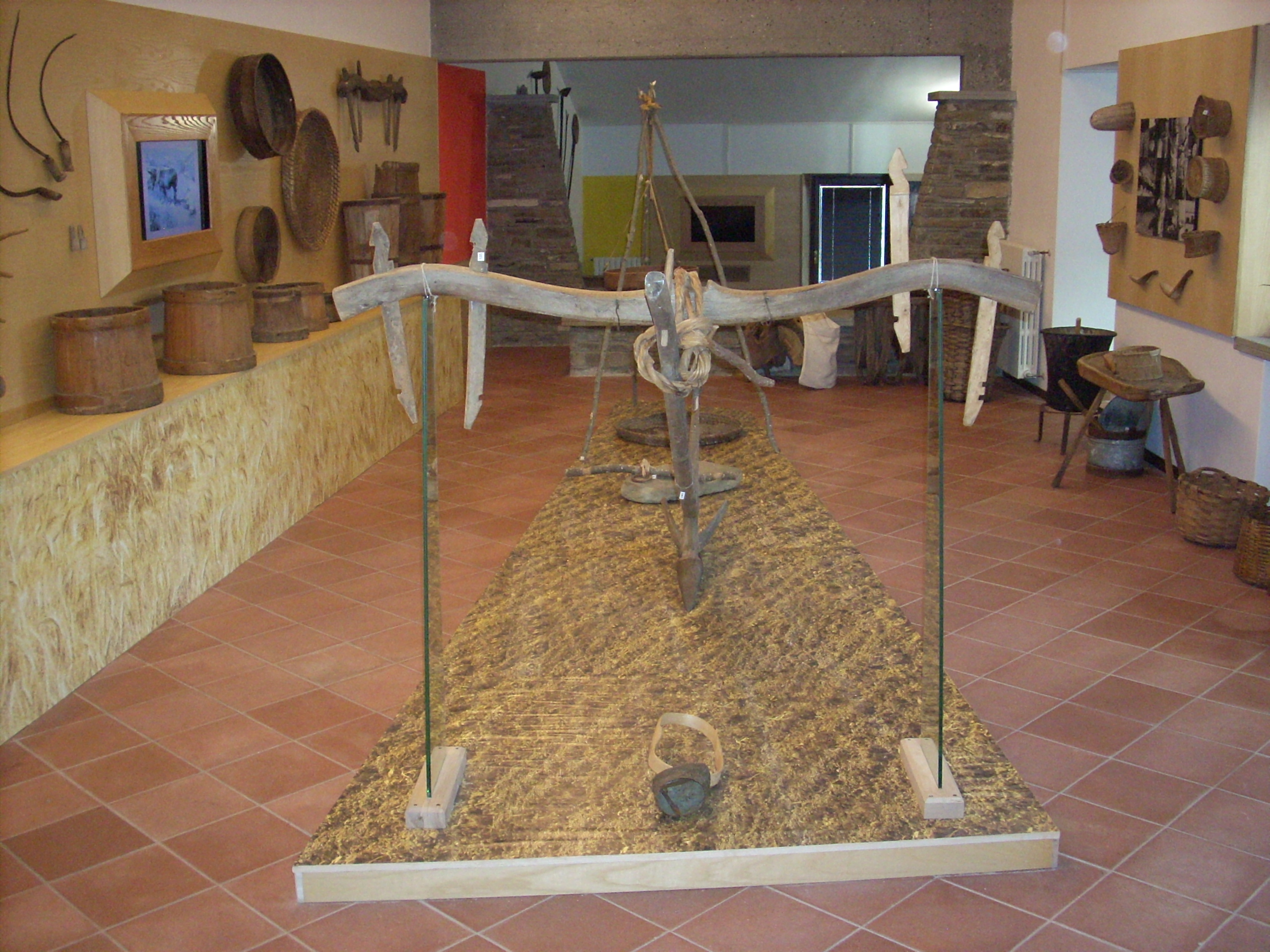
Aratro, conservato presso il Museo della Cultura Arbëreshe di San Paolo Albanese

L’Unità C è dedicata alla rappresentazione del noi attraverso l’attenzione riservata all’organizzazione famigliare, alle genealogie e alle pratiche matrimoniali, al comparatico e alle gjitunie, alle pratiche rituali connesse con le varie fasi del ciclo della vita, ai costumi tradizionali nella loro valenza di elementi di distinzione etnica e sociale, di segni di riconoscimento e identificazione per gli individui in relazione al rango, all’età, alla condizione personale. Il grande letto matrimoniale è da intendersi come simbolo esistenziale su cui e intorno a cui si svolgevano le vicende individuali e progressive connesse al ciclo della vita.
L'Unità D riguarda il mondo del lavoro. Particolare attenzione è riservata al lavoro agricolo e pastorale, alle produzioni artigianali, all’uccisione del maiale ed alla lavorazione delle sue carni perché il lavorare insieme all’interno della comunità, significava costruire legami di amicizia e solidarietà, consolidando il senso del noi.
Infine, l’Unità E è uno spazio dedicato al rito, alla festa, alla socialità. Le feste di Sant’Antonio, della Madonna del Carmine, di San Francesco, dell’Assunta, di San Rocco con la riffa e il ballo, la himunea e la danza del falcetto, sono al centro della rappresentazione, insieme a rituali laici e alle differenti pratiche dell’espressione, dalla musica al canto alla narrazione di fiabe e leggende, che fa concludere ai visitatori il percorso espositivo facendoli sedere intorno al camino, come avveniva in passato, quando, nelle lunghe e fredde serate d’inverno, i più giovani e più piccoli stavano ad ascoltare i racconti fascinosi degli anziani.   
Il Museo della Cultura Arbëreshe è fulcro e motore di ogni attività che si intraprende nell’intento di salvaguardare, tutelare e valorizzare il patrimonio storico culturale.